# 조림초등학교 (전북)
조림초등학교는 대한민국 전북특별자치도 진안군에 있는 공립 초등학교이다.

## 학교 연혁
- 1963.01.08 조림국민학교 설립인가
- 1963.03.01 조림국민학교 개교
- 1963.03.01 제1대 전순기 교장 취임
- 1963.03.03 학동 분교 개교
- 1963.03.11 조림국민학교 개교기념일 지정
- 1964.02.20 제1회 졸업생 44명 배출
- 1973.03.01 제2대 박주현 교장 취임
- 1980.09.01 제3대 함상년 교장 취임
- 1981.03.10 조림국민학교 병설 유치원 설립인가
- 1985.03.01 제4대 배종철 교장 취임
- 1986.03.01 제5대 성철수 교장 취임
- 1988.03.01 전라북도 교육위원회 산수과 연구학교 지정
- 1990.02.28 학동분교 본교로 통합
- 1990.09.01 제6대 허재충 교장 취임
- 1994.09.01 제7대 임진규 교장 취임
- 1995.03.01 제8대 전형무 교장 취임
- 1996.03.01 조림초등학교로 교명 개칭
- 1996.03.01 교육부 지정 인성교육 자율 시범 연구학교 지정
- 1997.10.29 제9대 오승욱 교장 취임
- 1998.03.01 정천초등학교 본교로 통폐합
- 2000.09.01 제10대 김창현 교장 취임
- 2000.12.20 용담호 수몰로 신축 이전(현)
- 2004.03.01 제11대 권황국 교장 취임
- 2005.03.01 전라북도 도농간 교류체험학습 시범학교 지정
- 2007.03.01 전라북도 방과후학교 시범학교 지정
- 2008.03.01 제12대 전봉기 교장 취임
- 2008.03.01 전라북도 아토피친화 시범학교 지정
- 2009.10.16 다목적 강당(848m2) 신축
- 2010.02.17 제47회 졸업(4명) 총 2,376명 배출
- 2010.03.01 아토피친화시범학교 재지정 운영
- 2011.01.31 대한민국 좋은학교선정 교과부장관 표창
- 2011.02.15 제48회 졸업(3명) 총 2,379명 배출
- 2011.03.01 제13대 임태훈 교장 취임
- 2011.04.05 학교 공원 '솔뫼원' 조성
- 2012.02.16 제49회 졸업(8명) 총 2,387명 배출
- 2013.02.15 제50회 졸업(5명) 총 2,392명 배출
- 2013.03.01 제14대 박화선 교장 취임
- 2014.02.14 제51회 11명 졸업(총 2,403명)

## 참고 자료
- 조림초등학교 - 한국교육학술정보원 학교알리미